# Furfooz
Furfooz (Waals: Furfô) is een klein dorp in de Belgische provincie Namen en een deelgemeente van Dinant. Tot 1 januari 1977 was het een zelfstandige gemeente. Furfooz ligt op een zevental kilometer van het stadscentrum, op een zachte helling iets ten noorden van de Lesse. Furfooz ligt in de Condroz, een geografische streek die gekenmerkt wordt door geplooide heuvelruggen uit kalk-en zandsteen. 

## Demografische ontwikkeling
- Bronnen:NIS, Opm:1831 tot en met 1970=volkstellingen, 1976= inwoneraantal op 31 december

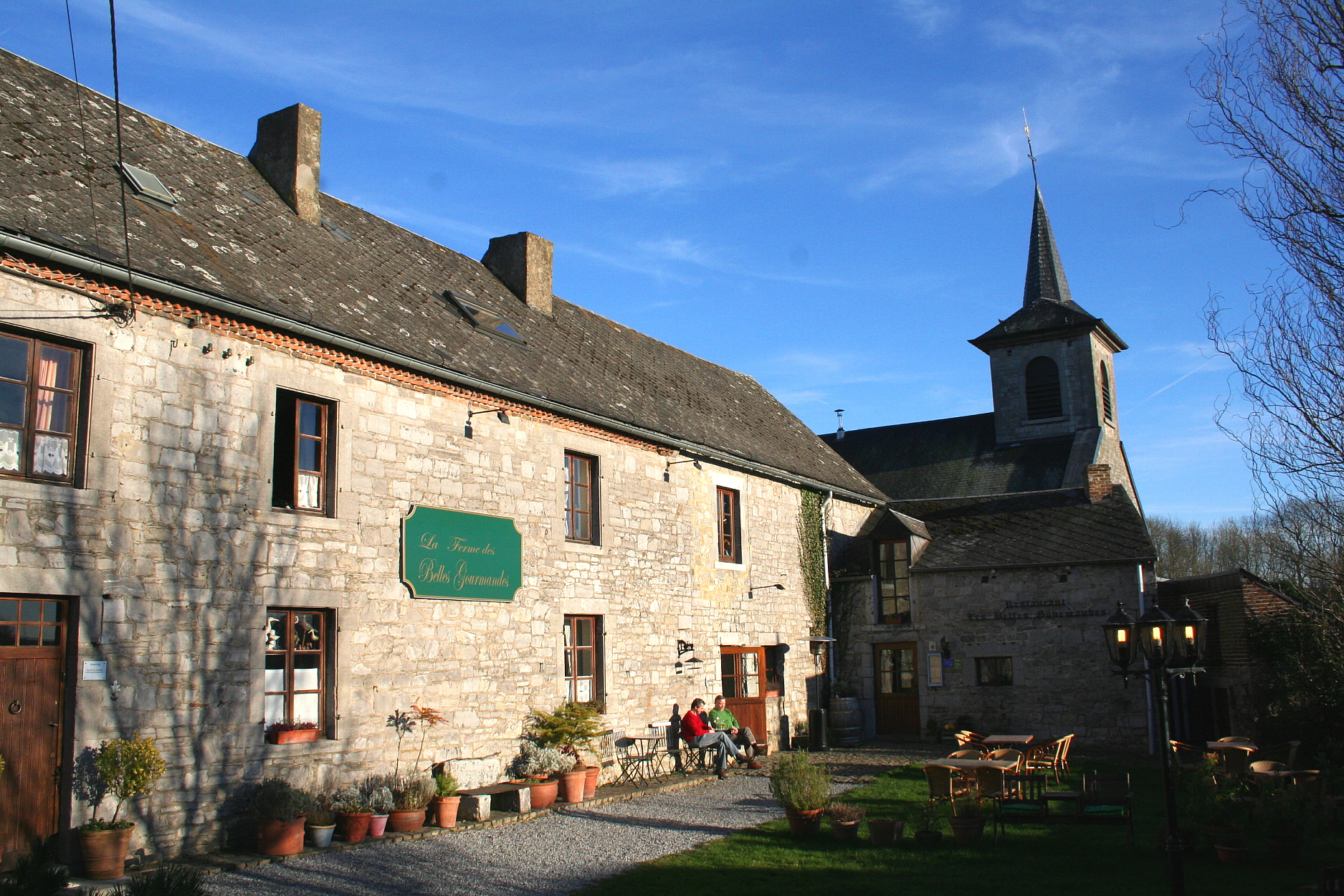
Furfooz, voormalige boerderij (XVIIIde eeuw).

## Bezienswaardigheden
Furfooz is vooral bekend om de prehistorische vondsten, die in de talrijke grotten daar werden gedaan door onder andere Édouard Dupont (in 1864 en later). In het Trou de la Naulette vond hij in 1866 de schedelkap, een onderkaak, een ellepijp (een van beide botten van de voorarm) en een handbeentje van een neanderthaler, maar ook fossiele resten van verschillende dieren. Opzienbarende vondsten leidden tot een grote bekendheid bij paleontologen overal ter wereld. Nu kan men er het Parc de Furfooz bezoeken.
De snelstromende Lesse doet het zuiden van het dorp aan in een prachtig bebost landschap met 100 m hoge rotswanden uit kalksteen. In het park van Furfooz kan men de resten van een oud Romeins kamp en badhuis bezoeken.

## Réserve Naturelle de Furfooz

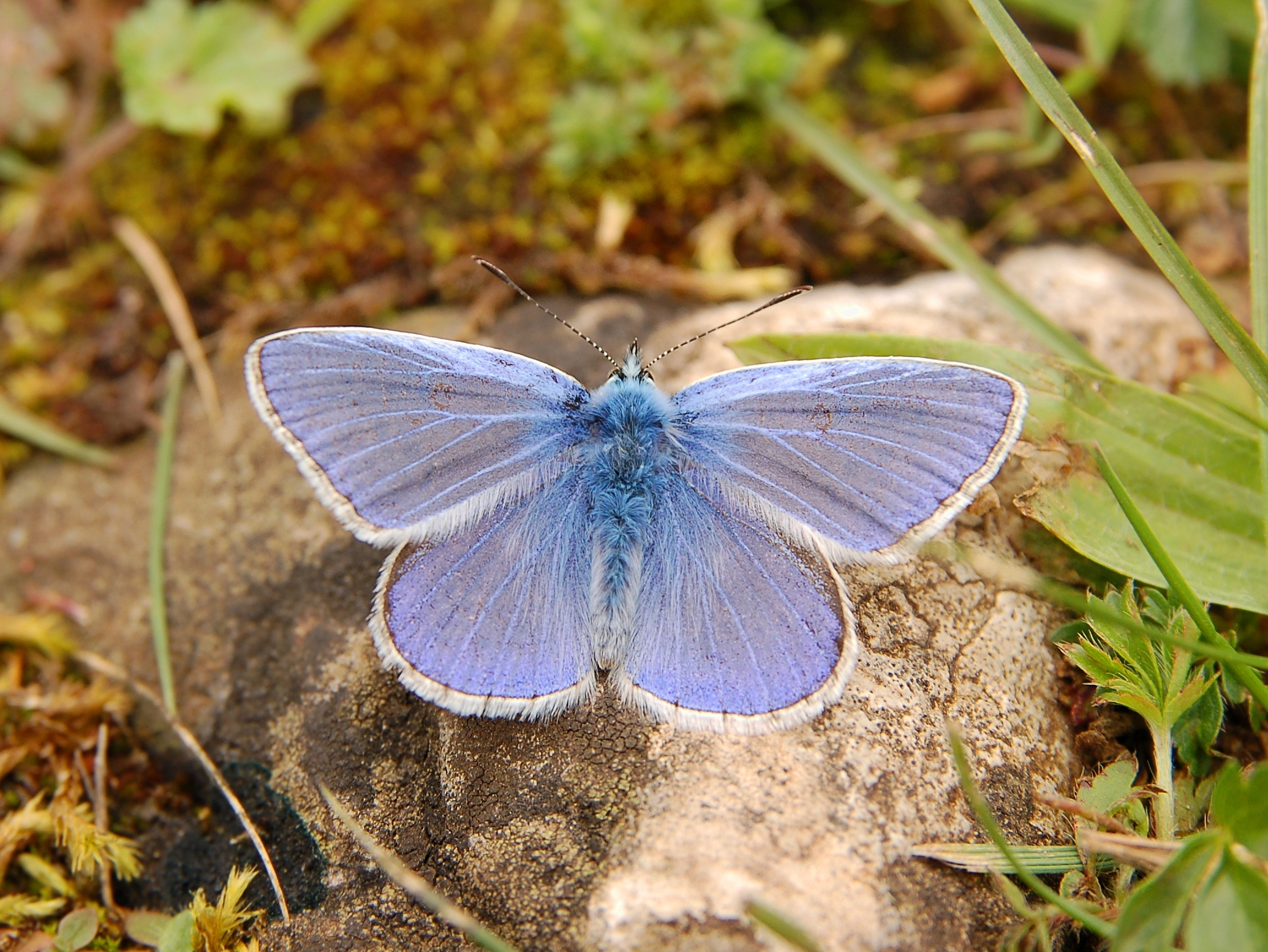
Polyommatus icarus
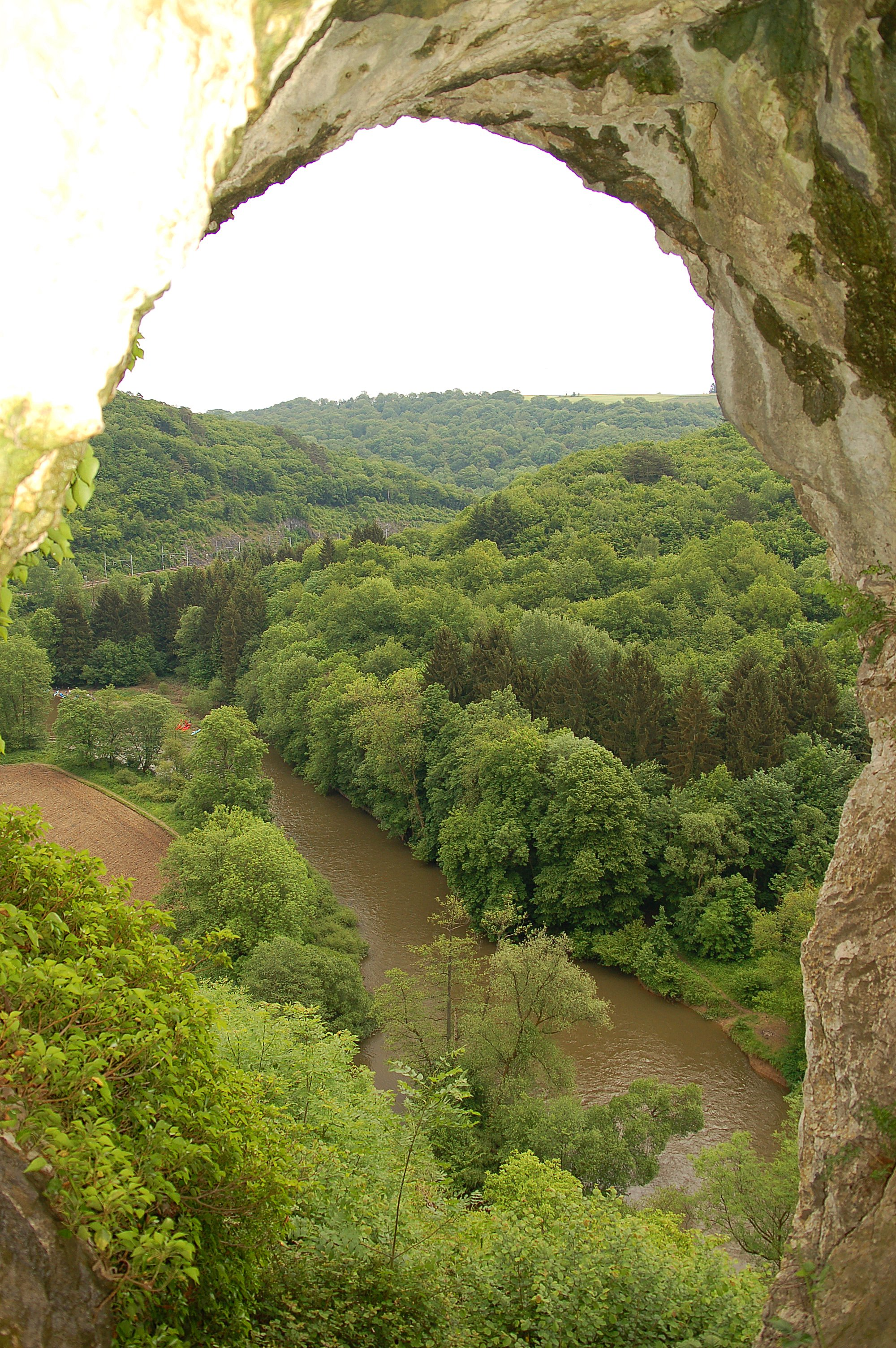
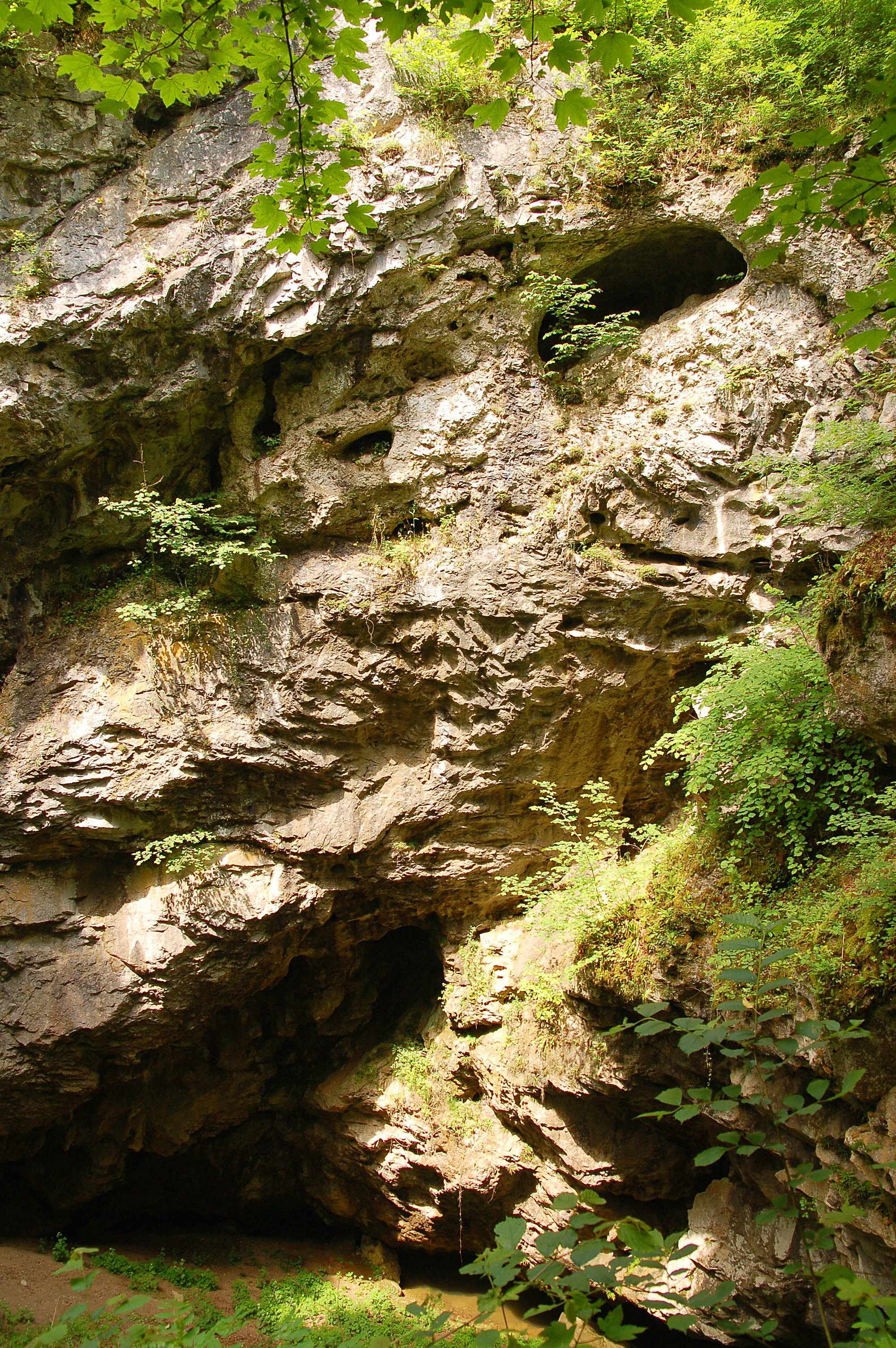
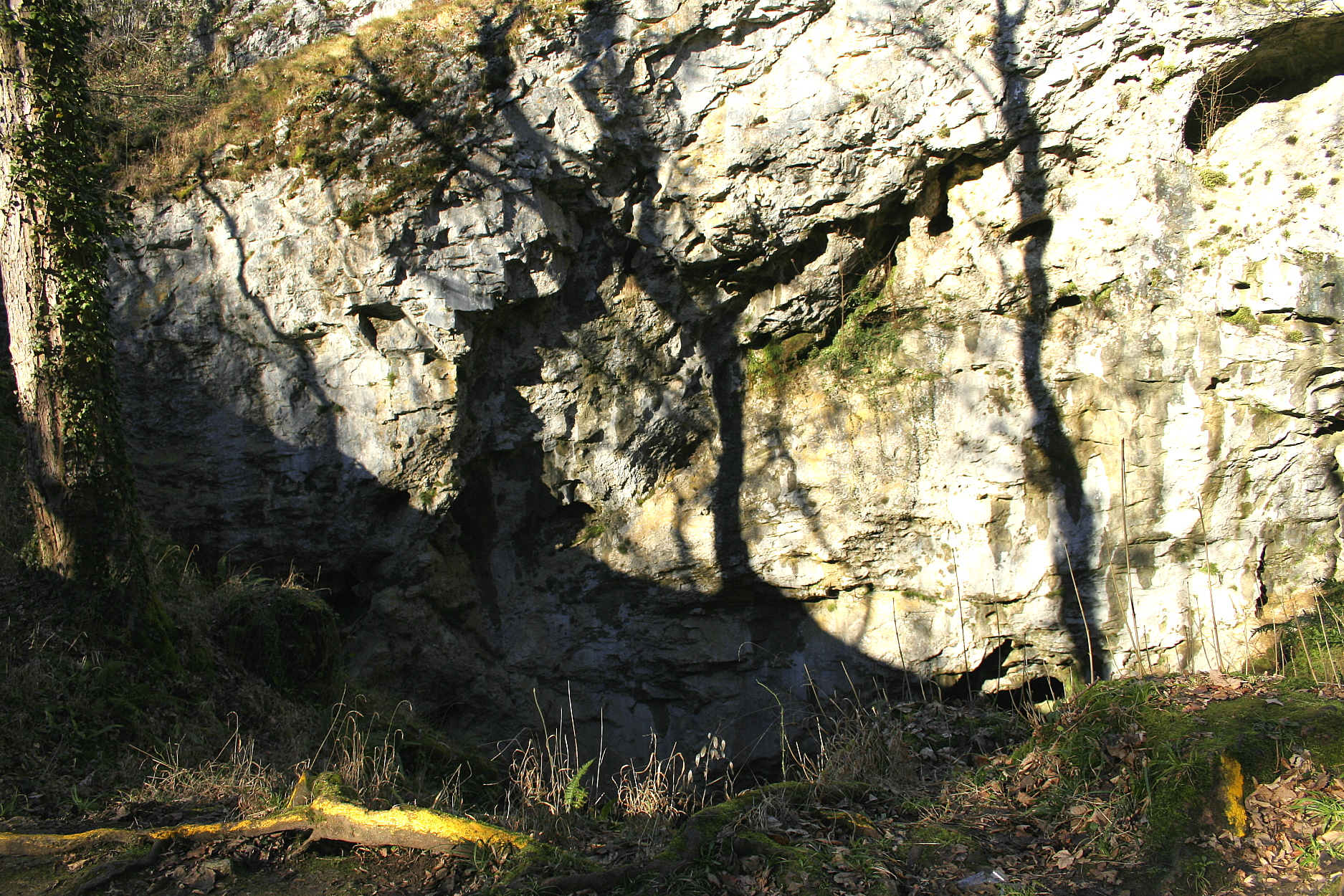